# Борисюк, Александр Евстафьевич
Александр Евстафьевич (в наградном листе — Евстратович) Борисюк (1921—1945) — старший сержант Рабоче-крестьянской Красной Армии, участник Великой Отечественной войны, Герой Советского Союза (1945).

## Биография
Александр Борисюк родился в сентябре 1921 года в селе Серебряково (ныне — Байтерекский район Западно-Казахстанской области Казахстана) в крестьянской семье. По другим данным, он родился в городе Белёв Тульской области, а в 1925 году вместе с семьёй переехал в Западно-Казахстанскую область. Окончил восемь классов средней школы. В 1940 году был призван на службу в Рабоче-крестьянскую Красную Армию Каменским районным военным комиссариатом Западно-Казахстанской области. С сентября 1941 года — на фронтах Великой Отечественной войны. Участвовал в боях на Ленинградском и 2-м Белорусском фронтах. Принимал участие в обороне Ленинграда, Выборгской и Восточно-Прусской операциях. К июлю 1944 года старший сержант Александр Борисюк командовал миномётным взводом 588-го стрелкового полка 142-й стрелковой дивизии 23-й армии Ленинградского фронта. Отличился во время Выборгской операции и боёв на Карельском перешейке.
9 июля 1944 года в ходе форсирования Вуоксы, несмотря на огонь противника, Борисюк организовал переправу своего взвода. Во время форсирования с лодок открыл залповый миномётный огонь по противнику, подавил вражеский пулемёт, что способствовало успешной переправе других подразделений. Взвод закрепился на плацдарме и отразил семь контратак противника миномётным огнём.
В наградном листе на представление к званию Героя Советского Союза от 20 июля 44 года
записано:

 Под ураганным артиллерийским и минометным огнем противника умело и хладнокровно и быстро организовал посадку своего взвода для форсирования водной преграды реки Вуокси 9.7.1944 года. Огонь противника усиливался, с правого фланга заработал вражеский пулемет - Борисюк открыл с лодки залповый огонь по врагу. Пулемет был подавлен, обеспечил продвижение на левый берег других подразделений. Вражеский снаряд разорвался рядом с лодкой, лодка была разбита, ранило двух бойцов его взвода. Не теряя самообладания лично сам спас жизнь 4-х человек....переправил на правый берег двух раненых, спас все минометы взвода. Сам проявил инициативу использовал захваченный у противника 81 мм мин и открыл огонь по врагу. Артиллерийский огонь противника настолько был сильный, что казалось  ничего уцелеть не могло...  но когда финны перешли в 7-ю контратаку, огонь взвода Борисюка был еще яростнее. Своим мужеством, бесстрашием и готовностью умереть, но не отдать захваченный плацдарм, увлекал весь личный состав, обеспечил успешное закрепление плацдарма на левом берегу реки. 
26 февраля 1945 года Борисюк погиб в бою за город Грауденц (ныне — Грудзёндз, Польша). Похоронен на северной окраине города 
Указом Президиума Верховного Совета СССР от 24 марта 1945 года за «умелое выполнение боевых задач, отвагу и героизм, проявленные при форсировании реки Вуокса» старший сержант Александр Борисюк был посмертно удостоен высокого звания Героя Советского Союза. Также был награждён орденами Ленина и Красной Звезды, медалями «За отвагу» и «За оборону Ленинграда».
Фамилия Борисюка высечена на памятнике погибшим односельчанам в селе Серебряково. В честь Борисюка названа также улица в этом селе.